# Tingshuset i Kviström
Tingshuset i Kviström är en byggnad i Kviström i Foss socken i Munkedals kommun, som uppfördes under åren 1916–1917 för Sunnervikens tingslag i Sunnervikens domsaga efter ritningar av Rudolf Lange.

## Historik
Tingshuset tillkom efter sammanslagningen av Lane härads tingslag och Stångenäs, Sotenäs, Tunge och Sörbygdens tingslag. Huset är uppfört på den så kallade Skanskullen, högt beläget över Kviström strax utanför Munkedal. Åren 1956–1957 fick tingssalen ny inredning, liksom överläggningsrum och väntrum. Det användes som tingshus fram till 1973.
Därefter har byggnaden använts som kursgård, kontor och bostad. Sedan 2006 är byggnaden i privat ägo.

## Beskrivning
Tingshuset är uppfört i två våningar med inredd vind och fasader av mörkt, hårdbränt tegel och enstaka detaljer av huggen natursten. Centralt placerat reser sig ett högt torn över huvudentrén, vilken flankeras av utskjutande sidorisaliter. Liknande torn känns igen från råd- och stadshus från samma tid men är mycket ovanliga i tingshus. I övrigt kan sägas om byggnaden att den tunga tegelarkitekturen med valvslagningar och mönstermurning, de småspröjsade vitmålade fönstren, och det branta takfallet signalerar att arkitekten låtit sig inspireras av tidens arkitekturdebatt. Numera benämns stilen nationalromantisk eller materialrealistisk.
Tingssalen låg på första våningen, liksom rum för häradshövdingen, åklagare och advokater, väntrum, domarkansli och arkiv. Salen markeras på baksidan av ett fönsterförsett burspråk. Fotografier från 1970 visar att rätten satt i burspråket vid ett svängt bord. På andra våningen fanns häradshövdingsbostad och övernattningsrum för nämndemännen. I byggnaden fanns också vaktmästarbostad. Under åren 1920 till 1964 hyrdes några rum ut till landsfiskalskontor och därefter som kontor till kronofogdemyndigheten.